# Vermont
Vermont is een van de vijftig staten van de Verenigde Staten van Amerika, gelegen in New England in het noordoosten. Het is de op vijf na kleinste staat naar oppervlakte en met 625.000 inwoners de op een na kleinste naar bevolkingsaantal. De afkorting van de staat is VT.
De staat is een van zes relatief kleine staten die samen New England vormen. Vermont grenst aan New Hampshire in het oosten, Massachusetts in het zuiden, New York in het westen en de Canadese provincie Quebec in het noorden. De Green Mountains lopen van noord naar zuid door Vermont. In het westen vormt Lake Champlain, met eromheen een vruchtbare vallei, de staatsgrens, in het oosten de rivier Connecticut. Het klimaat wordt gekenmerkt door vochtige en warme zomers en koude, witte winters. Vermont is zeer bosrijk, met voornamelijk in het westen meer open ruimte voor landbouw.
De streek werd zo'n 12.000 jaar bewoond door indianenvolken. Bij de Europese kolonisatie van Amerika leefden er Abenaki en Mohawk. In de 17e eeuw legden Franse kolonisten beslag op het land als deel van Nieuw Frankrijk, waarna de Britten de Atlantische kuststrook begonnen te koloniseren en de twee kolonies zo met elkaar in conflict kwamen. Na een nederlaag in de Zevenjarige Oorlog stond Frankrijk het hele gebied af. Vermont werd geclaimd door de Britse kolonies New York en New Hampshire, totdat kolonisten tijdens de Amerikaanse Onafhankelijkheidsoorlog de republiek Vermont stichtten. In 1791 werd Vermont, waar slavernij verboden was sinds 1777, een staat. In de 19e eeuw was het een bolwerk van abolitionisten, al was de economie afhankelijk van katoen uit de slavenstaten.
Vermont is met zo'n 625.000 inwoners en een bevolkingsdichtheid van 26 inwoners/km² eerder dunbevolkt. Bijna de helft van de Vermonters is niet in de staat geboren. Na Maine is Vermont de meest blanke staat. Burlington en zijn voorsteden – goed voor zo'n 200.000 inwoners – vormen het grootste stedelijke gebied. De hoofdstad is het kleine Montpelier.

## Geschiedenis

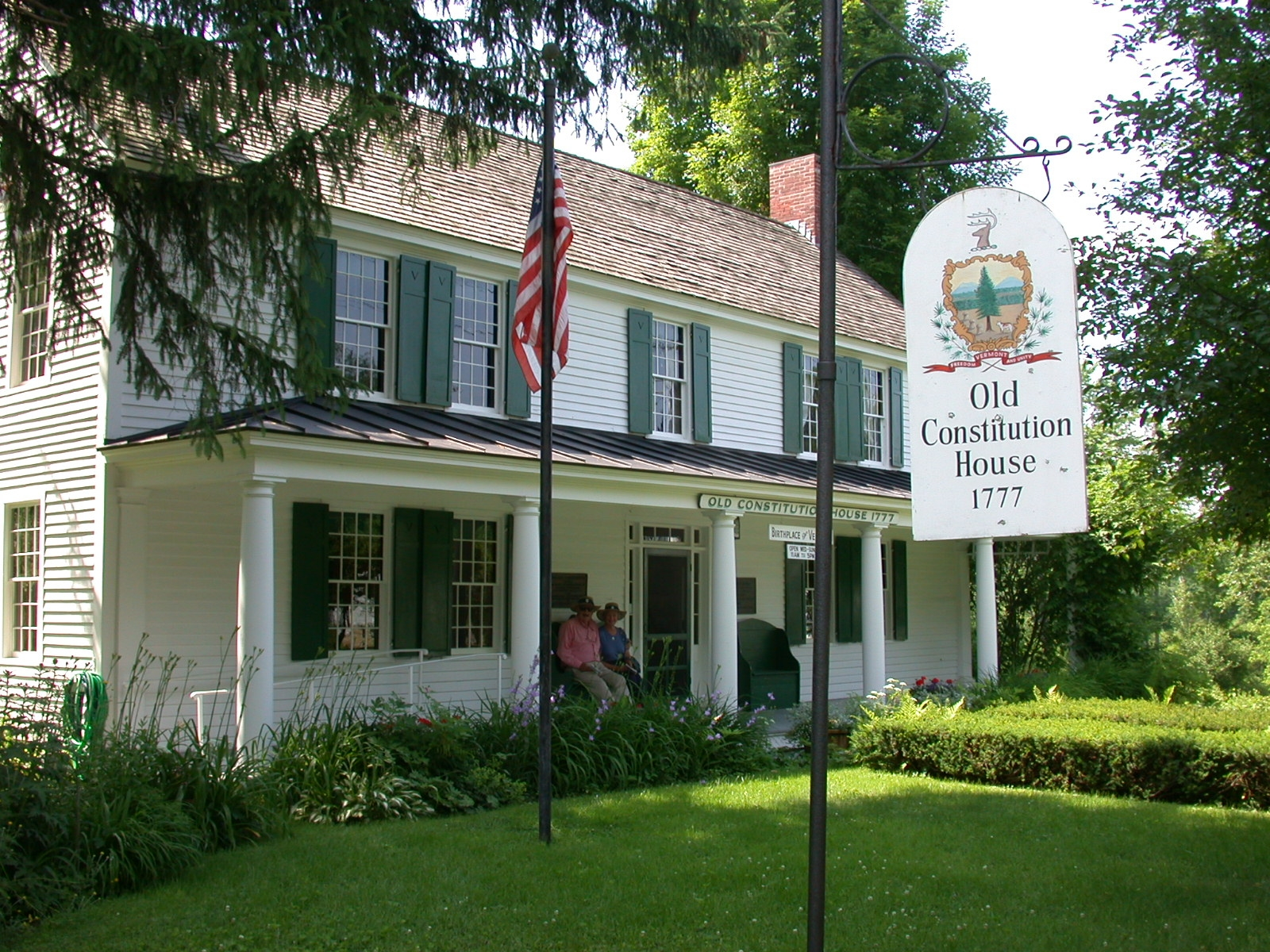
Old Constitution House waar de Republiek Vermont werd uitgeroepen

Het gebied dat nu Vermont heet, werd oorspronkelijk bevolkt door Indianenstammen als de Iroquois, Algonquin en Abenaki. In 1609 claimde de Franse ontdekkingsreiziger Samuel de Champlain een gebied bij wat nu het Champlainmeer heet. Hij gaf de naburige bergen de naam Les Verts Monts ("de groene bergen"), wat later verbasterd werd tot de huidige naam van de staat. In 1666 werd het Fort Sainte Anne gebouwd op het eiland Isle La Motte wat de eerste Europese nederzetting in de staat werd.
Na het Verdrag van Parijs (1763) kwam het gebied onder controle van de Britten. Delen van de huidige staat vielen onder de naburige koloniën (later staten) New York en New Hampshire. Aangezien de grens tussen deze twee staten niet goed gedefinieerd was en beide staten land toewezen aan boeren ontstonden conflicten die er toe leidden dat in 1777 de onafhankelijke republiek Vermont werd uitgeroepen, oorspronkelijk de Republic of New Connecticut genoemd. Na eerst toenadering te hebben gezocht tot de Engelsen werd Vermont op 4 maart 1791 formeel, als 14de, een staat van de Verenigde Staten. Het was de eerste toegelaten staat die niet eerst een Britse kolonie was geweest.
Tijdens de Amerikaanse Burgeroorlog stond Vermont aan de kant van de Unie. Zo'n 30.000 vrijwilligers meldden zich voor het noorderlijke leger. In 1864 vond de meest noordelijke slag van de oorlog plaats in St. Albans toen troepen van de Unie vanuit Canada de stad plunderden. Een poging van hen om de stad plat te branden mislukte en eenmaal terug in Canada moesten ze het gestolen geld inleveren en kwam het terug bij de bevolking.

## Geografie

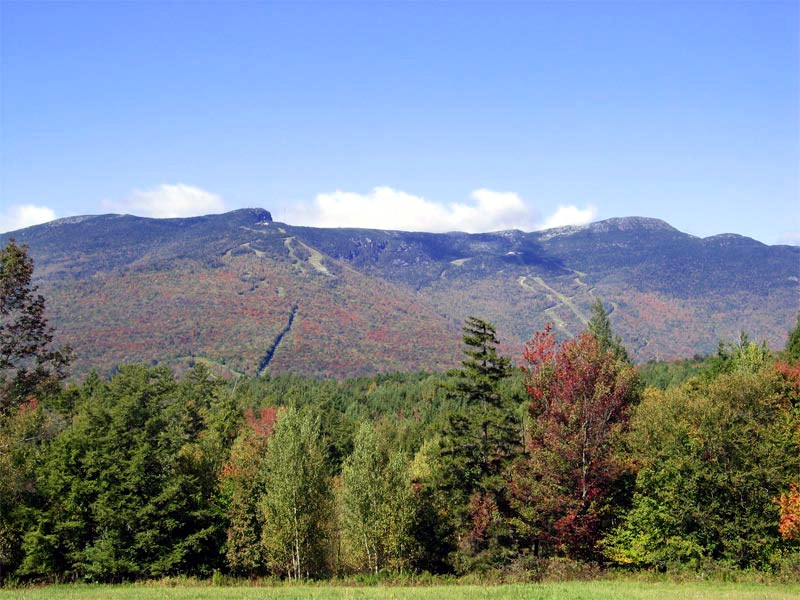
Mount Mansfield, is op 1339 m het hoogste punt in Vermont.

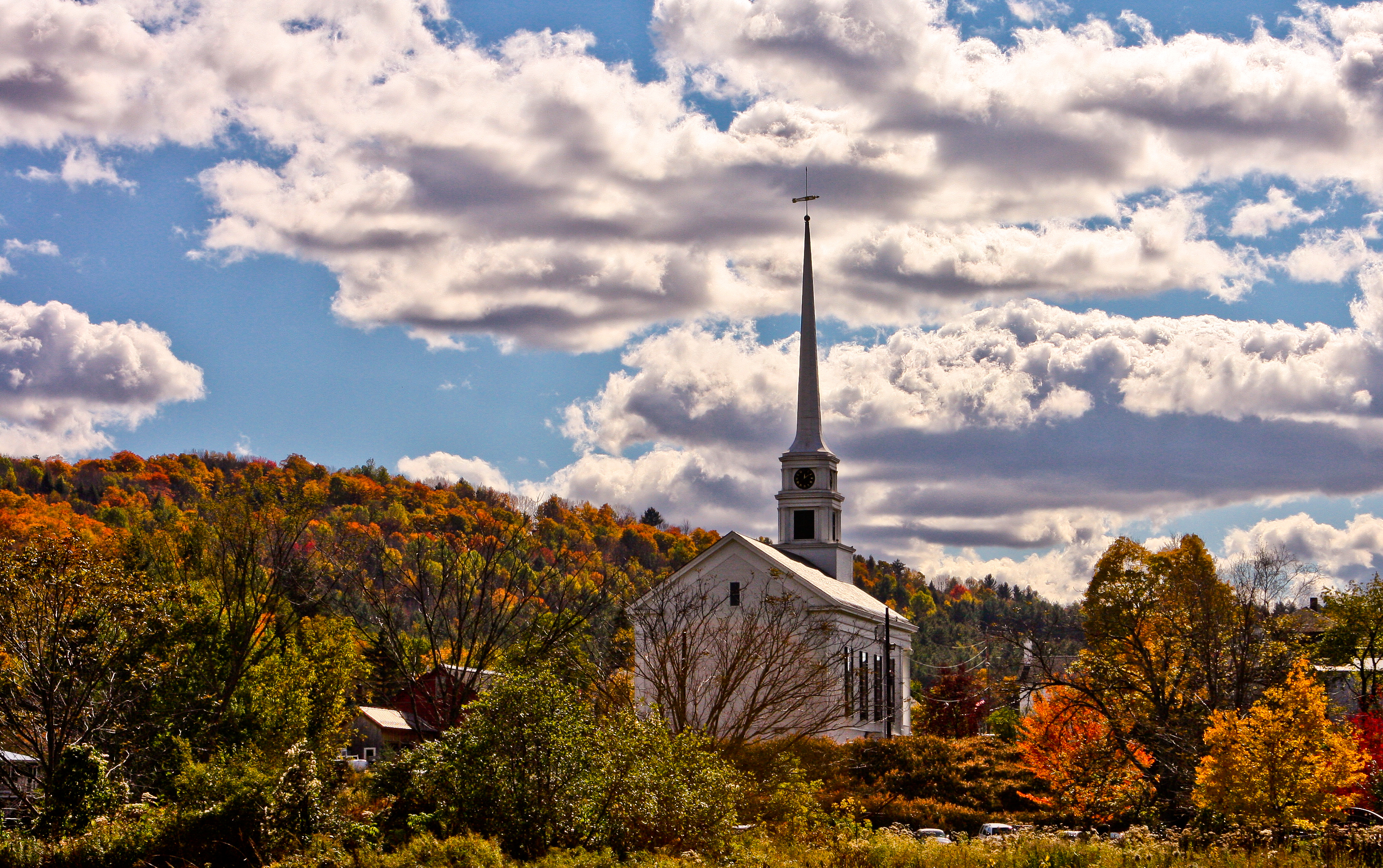
Herfst in Lamoille County

De staat Vermont beslaat 24.923 km², waarvan 23.974 km² land is. Het ligt in de Eastern-tijdzone. Vermont is onderverdeeld in 14 county's.
Vermont grenst in het noorden aan de provincie Quebec (Canada), in het westen aan de staat New York, in het oosten aan New Hampshire en in het zuiden aan Massachusetts.
De belangrijkste rivier is de Connecticut rivier, die de gehele grens met New Hampshire definieert. Het langgerekte Champlainmeer vormt een groot deel van de grens met de staat New York.
Een groot deel van de staat wordt in beslag genomen door de Green Mountains, die onderdeel zijn van de Appalachen en de staat van noord naar zuid doorsnijden. De top van Mount Mansfield (1339 m) is het hoogste punt in Vermont maar de Camel's Hump is mogelijk de bekendste.
De staat wordt doorsneden door de snelwegen Interstate 89 van Canada naar Concord (New Hampshire), Interstate 91 die in het oosten van de staat van Massachusetts naar de Canadese grens loopt en Interstate 93 die Interstate 91 verbindt met de stad Boston. De Vermonter is een trein die de plaats St. Albans met New York (Pennsylvania Station) en Washington D.C. (Washington Union Station) verbindt. De Ethan Allen Express verbindt Rutland met New York via Albany. Burlington International Airport is het internationale vliegveld van de staat.

## Demografie
In 2000 telde Vermont 608.827 inwoners (24.4 per km²) waarvan ongeveer 32% van de bevolking in een stedelijk gebied woont. De grootste steden zijn Burlington en Montpelier.

## Economie
Het bruto product van de staat bedroeg in 2001 19 miljard dollar. Toerisme is een belangrijke inkomstenbron, in de winter is de staat een wintersportbestemming. In de ander jaargetijden komen de toeristen voor de oude koloniale sfeer (ondanks dat de staat nooit een kolonie is geweest) en het landschap en de meren.
Een derde van de esdoornsiroop die in de Verenigde Staten wordt geproduceerd, komt uit Vermont. Er wordt veel marmer en graniet gewonnen, meer dan in de buurstaat New Hampshire ondanks dat die de bijnaam Granite State heeft. Het bekende ijsmerk Ben & Jerry's Is gevestigd in South Burlington.

## Politiek

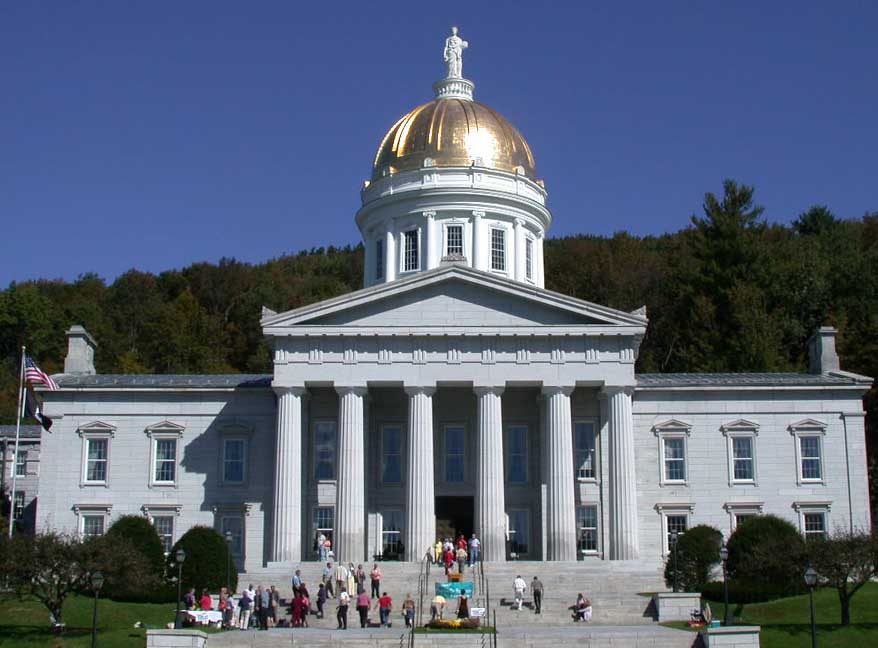
The Vermont State House (parlementsgebouw) in Montpelier

Aan het hoofd van de uitvoerende macht van Vermont staat een gouverneur, die direct gekozen wordt door de kiesgerechtigden in de staat. De huidige gouverneur is Phil Scott van de Republikeinse Partij, die begin januari 2017 werd ingezworen.
De wetgevende macht bestaat uit het Huis van Afgevaardigden van Vermont (Vermont House of Representatives) met 150 leden en de Senaat van Vermont (Vermont Senate) met 30 leden.
Tot in de jaren 90 werd het bestuur van de staat gedomineerd door politici van de Republikeinse Partij. Vermont staat sindsdien bekend als een van de meest progressieve staten van de Verenigde Staten. Bernie Sanders bijvoorbeeld, die de staat vertegenwoordigt in de Senaat als onafhankelijke, omschrijft zich als democratisch-socialist.

### Afscheidingsbeweging
Op 28 oktober 2005 kwamen ongeveer 250 Vermonters in het State House in Montpelier bijeen voor de Vermont Independence Convention, de "eerste staatwijde afscheidingsbijeenkomst gehouden sinds North Carolina stemde om zich af te scheiden van de Unie op 20 mei 1861". De afscheidingsbeweging in Vermont is een van de sterkste van de Verenigde Staten, en verenigt onder andere conservatieve vuurwapeneigenaren en progressieve "groenen", die gemeen hebben dat ze ontevreden zijn met de politiek in Washington. Dit heeft de discussie weer doen ontstaan of een staat zich aan de Amerikaanse unie mag onttrekken. Voorstanders vinden van wel: zij zijn vrijwillig tot de unie toegetreden en eisen daarom ook het recht om er weer uit te stappen. Een aantal rechtsgeleerden in de Verenigde Staten vindt echter dat Vermont door de toetreding ook een contract heeft gesloten met de Amerikaanse natie dat ze niet meer ongedaan kan maken. Zij achten afscheiding daarom niet geoorloofd.